# Baputa
Baputa é um gênero de traça pertencente à família Arctiidae.